# Ernesto Cardenal Martínez
Ernesto Cardenal Martínez (Granada, Nicaragua, 20 de gener de 1925 – Managua, 1 de març de 2020) va ser un clergue i teòleg catòlic, poeta i polític nicaragüenc conegut per la seva activitat respecte de la teologia de l'alliberament.
Nascut en una família acomodada de Granada, el seu cosí és el crític literari Pablo Antonio Cuadra. Estudià literatura a Managua i a Mèxic del 1942 al 1946, i a diverses ciutats d'Itàlia, Espanya, els Estats Units i Suïssa, del 1947 al 1950.
El 1950, quan va tornar a Nicaragua, va participar en la revolució d'abril contra la dictadura d'Anastasio Somoza García, que va fracassar. Després d'una profunda experiència mística que va tenir el 2 de juny de 1956, el maig de 1957 va ingressar a l'Abadia de Getsemaní a Kentucky (Estats Units) de l'Orde de la Trapa, on Thomas Merton era mestre de novicis. Allí, al cap d'un temps, va començar a tenir problemes de salut i, aconsellat per Merton, va abandonar el monestir el juliol de 1959; Merton li va suggerir que s'ordenés sacerdot i formés una petita comunitat contemplativa en algun lloc de Nicaragua.
Cardenal fou ordenat sacerdot el 1965 i es va instal·lar a les Illes Solentiname, al Llac Nicaragua, on va fundar una comunitat monàstica contemplativa-social i utòpica. Mentre era allà va escriure El Evangelio de Solentiname, llibre emmarcat dins del pensament de la teologia de l'alliberament. Va militar activament amb els sandinistes en la revolució contra la dictadura d'Anastasio Somoza Debayle, fill de l'anterior.
El 1979, després del triomf de la Revolució sandinista, fou nomenat ministre de cultura, càrrec que va ocupar fins al 1987, que es va haver de tancar el ministeri per raons econòmiques. Va patir les crítiques del Papa Joan Pau II quan aquest va visitar Nicaragua el 1983, i el requeriment que regularitzés el seu ministeri eclesiàstic.
Cardenal va abandonar el FSLN el 1994 en desacord amb la direcció autoritària del president Daniel Ortega, tot i que seguia mantenint conviccions d'esquerres.
Va ser membre del comitè de direcció de la cadena de televisió veneçolana Telesur.

## Premis i reconeixements
- Va guanyar el Premi de la Pau del Comerç Llibreter Alemany.
- 2009: Premi iberoamericà de poesia Pablo Neruda.[3]
- 2012: 21è Premi Reina Sofia de poesia iberoamericana.[4]